# Peta (chat)
Pour les articles homonymes, voir Peta.
Manninagh KateDhu, plus connue sous le nom de Peta, était la souricière en chef du Cabinet de 1964 à 1969 ou 1976. C'est la première femelle à avoir occupé cette fonction. Elle remplaça Peter III (en), décédé en 1964 à l'âge de 16 ans.
Après la mort du souricier en chef Peter III, le lieutenant gouverneur de l'Île de Man, sir Ronald Garvey, suggéra de faire occuper cette fonction par un Manx, et fit envoyer Peta au 10 Downing Street. La chatte se révéla paresseuse et bruyante, et incapable d'utiliser les toilettes. En 1969, des fonctionnaires tentèrent de la retirer du cabinet du Premier Ministre mais sans y parvenir, la retraite prématurée de Peta risquant de leur faire une mauvaise publicité. Cependant on n'eut plus de nouvelles d'elle, jusqu'à ce qu'un communiqué de presse en 1976 indique qu'elle avait été mise à la retraite chez un fonctionnaire. Elle fut remplacée par Wilberforce, qui devint le nouveau souricier en chef dans les années 1970.